# 루이 스파레 아브 쇠브데보리 백작
페르 "루이" 스파레 아브 쇠브데보리 백작(스웨덴어: Greve Pehr "Louis" Sparre af Söfdeborg: 1863년 8월 3일-1964년 10월 26일)은 스웨덴의 화가, 가구디자이너, 작가, 제도사다.
발명가 페르 암비외른 스파레 아브 쇠브데보리 백작과 테레시타 아델 요세파 가에타나 바르바바라(Teresita Adèle Josefa Gaetana Barbavara: 1844년-1867년)의 아들로 태어났다. 이탈리아 롬바르디아에서 태어나 처음에는 루이지 페트로(이탈리아어: Luigi Petro)라고 불렸다. 스웨덴 국립은행 조폐공사 사장을 맡고 있던 부친은 해외출장이 잦았고, 그는 모친과 함께 외가 장원에서 자랐다. 4살 때인 1867년 모친이 사고사하면서 부친이 있는 프랑스 파리로 갔다가 칼스크로나의 조모에게 맡겨졌다. 왕립 스웨덴 순수미술원에 진학했다가 다시 파리로 가서 1887년에서 1890년까지 아카데미 쥘리앙에 다녔다. 여기서 핀란드인 화가 알베르트 에델펠트, 악셀리 갈렌칼렐라, 에밀 비크스트룀, 에로 얘르네펠트와 사귀었다. 1888년 파리 살롱전에 데뷔했다.
1889년 갈렌칼렐라를 따라 핀란드에 온 스파레는 핀란드, 특히 서카리알라 지방의 이국적인 문화에 매료되었다. 1891년 파리 살롱전에 두 점을 더 출품한 뒤 핀란드로 이사가기로 마음먹었다. 핀란드 문화를 소재로 한 작품활동에 매우 열중하여 핀란드인의 피는 전혀 섞이지 않은 그이지만 갈렌칼렐라와 함께 핀란드 국민낭만주의인 카렐리아파 운동의 개조로 여겨지기도 한다. 1893년, 칼 구스타브 에밀 만네르헤임 남작의 누이 에바 만네르헤임과 결혼하여 만네르헤임 남작과 처남매부가 되었다. 그 뒤로 핀란드와 스웨덴, 프랑스를 오가며 작품활동을 했다. 1897년에는 가구 디자인에도 손을 대서 아이리스(Iris) 가구공장을 세웠으나 1902년 경영난으로 폐업했다. 1907년에는 테우보 푸로와 함께 핀란드 최초의 극영화 《밀주꾼들》을 감독했다.
1908년 스웨덴으로 귀국한 뒤로는 다른 분야를 모두 접고 회화에만 전념했다. 1912년 스톡홀름에서 개최된 올림픽에 에페 선수로 출전하기도 했다.
 이후 말년까지 스웨덴에서 살았다. 평생 작품활동을 멈추지 않아 99세에도 전시회를 열었다. 1964년 향년 101세로 사망할 때까지 500점이 넘는 작품을 남겼다.